# Zwitserland op de Olympische Winterspelen 1936
Tijdens de Olympische Winterspelen van 1936, die in Garmisch-Partenkirchen (Duitsland) werden gehouden, nam Zwitserland voor de vierde keer deel.

## Medailleoverzicht
| Sport     | Olympiër                                                    | Discipline    | Medaille |
| --------- | ----------------------------------------------------------- | ------------- | -------- |
| Bobsleeën | Pierre Musy Arnold Gartmann Charles Bouvier Joseph Beerli   | 4-mansbob (m) | Goud     |
| Bobsleeën | Gilbert Colgate Richard Lawrence                            | 2-mansbob (m) | Zilver   |
| Bobsleeën | Reto Capadrutt Hans Aichele Fritz Feierabend Hans Bütikofer | 4-mansbob (m) | Zilver   |

## Deelnemers en resultaten

### Alpineskiën
| Olympiër        | Discipline     | Resultaat | Prestatie                                           |
| --------------- | -------------- | --------- | --------------------------------------------------- |
| Erna Steuri     | combinatie (v) | 4e        | 92,36 punten afdaling: 5.20,4 slalom: 1.17,2+1.21,2 |
| Marcelle Bühler | combinatie (v) | 10e       | 78,87 punten afdaling: 5.51,6 slalom: 1.45,1+1.34,6 |

### Bobsleeën
| Olympiër                                                    | Discipline                   | Resultaat | Prestatie                                       |
| ----------------------------------------------------------- | ---------------------------- | --------- | ----------------------------------------------- |
| Reto Capadrutt Charles Bouvier                              | 2-mansbob (m) Zwitserland I  | 7e        | 5.46,23 (1.25,45 / 1.23,69 / 1.34,09 / 1.23,00) |
| Fritz Feierabend Joseph Beerli                              | 2-mansbob (m) Zwitserland II | Zilver    | 5.30,64 (1.26,34 / 1.20,31 / 1.24,11 / 1.19,88) |
| Reto Capadrutt Hans Aichele Fritz Feierabend Hans Bütikofer | 4-mansbob (m) Zwitserland I  | Zilver    | 5.22,73 (1.23,49 / 1.19,88 / 1.20,75 / 1.18,61) |
| Pierre Musy Arnold Gartmann Charles Bouvier Joseph Beerli   | 4-mansbob (m) Zwitserland II | Goud      | 5.19,85 (1.22,45 / 1.18,78 / 1.19,60 / 1.19,02) |

### Kunstrijden
| Olympiër           | Discipline | Resultaat | Prestatie               |
| ------------------ | ---------- | --------- | ----------------------- |
| Lucian Büeler      | mannen     | 17e       | pc. 119,0; 343,6 punten |
| Angela Anderes     | vrouwen    | 13e       | pc. 101,0; 355,4 punten |
| Hertha Frey-Dexler | vrouwen    | 19e       | pc. 129,0; 345,4 punten |

### Langlaufen
| Olympiër           | Discipline | Resultaat | Prestatie |
| ------------------ | ---------- | --------- | --------- |
| August Sonderegger | 18 km (m)  | 26e       | 1:24.27   |
| Willi Bernath      | 18 km (m)  | 31e       | 1:25.12   |
| Adolf Freiburghaus | 18 km (m)  | 40e       | 1:27.08   |
| Eduard Müller      | 18 km (m)  | 51e       | 1:32.04   |

### Noordse combinatie
| Olympiër      | Discipline | Resultaat | Prestatie                                                       |
| ------------- | ---------- | --------- | --------------------------------------------------------------- |
| Oswald Julen  | mannen     | 21e       | 367,3 punten 18 km: 183,0 (1:25.43) schans: 184,3 (43,0+45,0 m) |
| Willi Bernath | mannen     | 22e       | 366,4 punten 18 km: 185,7 (1:25.12) schans: 180,7 (43,5+47,0 m) |
| Ernst Berger  | mannen     | 30e       | 350,1 punten 18 km: 175,2 (1:27.13) schans: 174,9 (36,5+47,5 m) |

### Schansspringen
| Olympiër       | Discipline | Resultaat | Prestatie                  |
| -------------- | ---------- | --------- | -------------------------- |
| Richard Bühler | mannen     | 19e       | 204,0 punten (63,0+63,0 m) |
| Marcel Raymond | mannen     | 28e       | 197,3 punten (64,0+68,5 m) |
| Reto Badrutt   | mannen     | 34e       | 191,2 punten (64,5+65,0 m) |

### IJshockey
| Olympiër | Discipline | Resultaat | Prestatie                                                                                                |
| --- | ---------- | --------- | --- |
| Albert Künzler Arnold Hirtz Oskar Schmidt Ernst Hug Adolf Martignoni Hans Cattini Richard Torriani Ferdinand Cattini Herbert Keßler Otto Heller Karl Keßler Thomas Pleisch | mannen     | 13e       | voorronde: 0 - 3 Zwitserland - Verenigde Staten 0 - 2 Zwitserland - Duitsland 1 - 0 Zwitserland - Italië |

Australië · België · Bulgarije · Canada · Duitsland · Estland · Finland · Frankrijk · Griekenland · Groot-Brittannië · Hongarije · Italië · Japan · Joegoslavië · Letland · Liechtenstein · Luxemburg · Nederland · Noorwegen · Oostenrijk · Polen · Roemenië · Spanje · Tsjecho-Slowakije · Turkije · Verenigde Staten · Zweden · Zwitserland